# Raspador de gelo

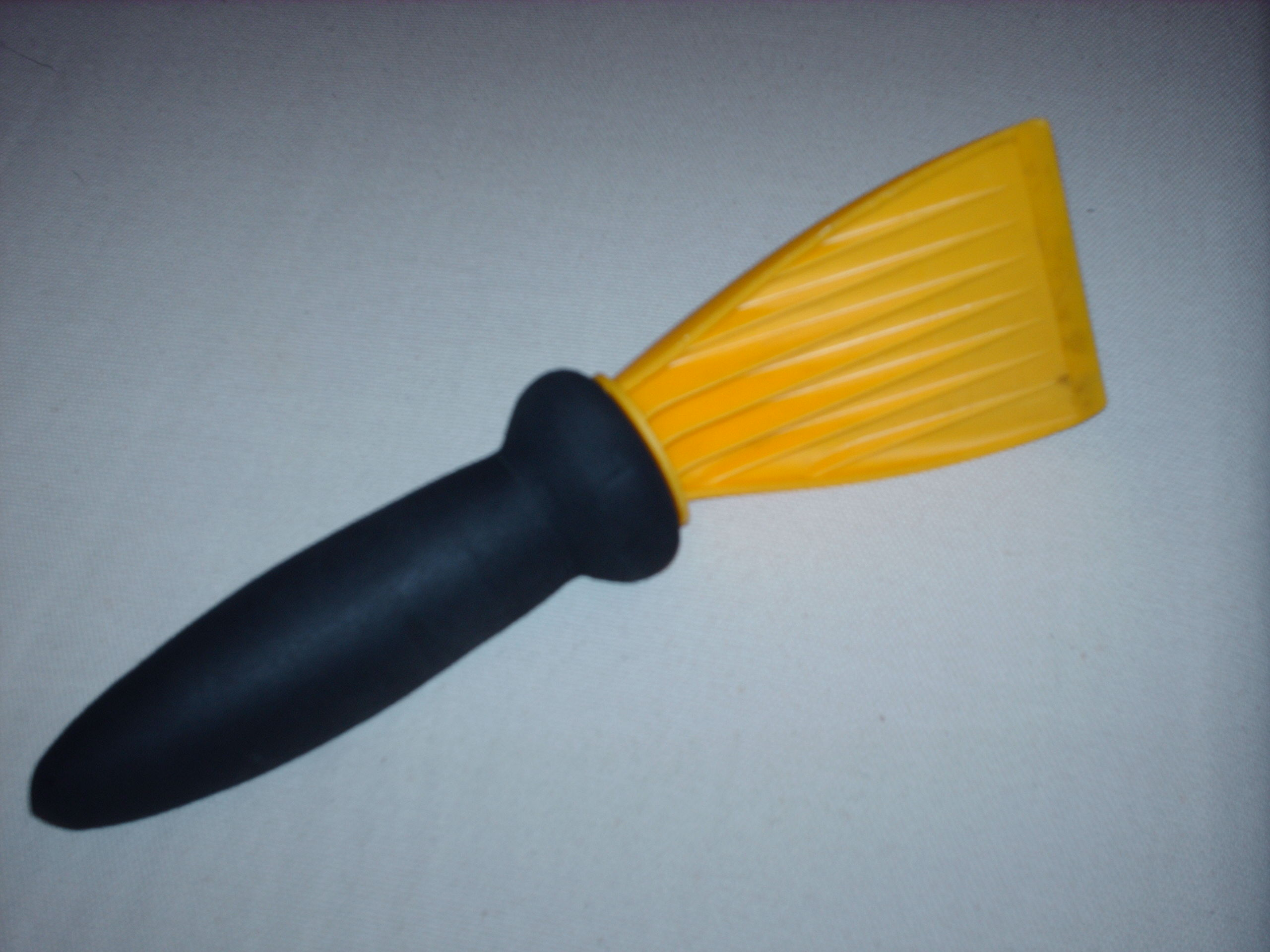
Raspador de gelo

Um raspador de gelo é uma ferramenta manual utilizada na remoção de geada, gelo e neve de janelas, principalmente de automóveis, onde também servem para limpar faróis e retrovisores. Os raspadores mais vulgares têm o cabo e a lâmina de plástico, ainda que alguns tenham lâmina de metal. Outros modelos, mais complexos, incluem escovas que ajudam a remover a neve, ou pequenos rodos que removem a água se a temperatura ambiente estiver próxima do ponto de fusão. O pegador pode estar ainda envolvido por uma estrutura semelhante a uma luva, de modo a proteger as mãos do contacto com o gelo.
A lâmina de um raspador de gelo é geralmente plana se for feita de metal, ainda que alguns modelos incluam sulcos que podem ser úteis a quebrar a superfície do gelo, especialmente o que se forma em caso de chuva congelante. Outros raspadores, de design inovador, procuram melhorar o desempenho deste objecto, tendo em conta as especificidades do gelo que se forma nos vidros, geralmente curvos dos carros actuais.